# Tökös csávó 3.
A Tökös csávó 3. (eredeti cím: Bad Asses on the Bayou) 2015-ben bemutatott amerikai akció-filmvígjáték, amelynek forgatókönyvírója és rendezője Craig Moss, főszereplője Danny Trejo, valamint Danny Glover. A Tökös csávó-filmsorozat harmadik része.

## Rövid történet
Frank és Bernie visszatérnek Louisianába, hogy együttes erővel próbálják megtalálni elrabolt barátjukat.

## Szereplők
| Szerep                | Színész           | Magyar hang     |
| --------------------- | ----------------- | --------------- |
| Frank Vega            | Danny Trejo       | Harsányi Gábor  |
| Bernie Pope           | Danny Glover      | Forgács Gábor   |
| Earl                  | John Amos         | Vass Gábor      |
| Carmen                | Loni Love         | Tóth Szilvia    |
| Ronald                | Jimmy Bennett     | Szalay Csongor  |
| Katie                 | Jaqueline Fleming |                 |
| hegedűművész          | Olga Wilhemine    |                 |
| Lois Morgan           | Carol Sutton      | Andresz Kati    |
| Broussard rendőrfőnök | Davi Jay          | Vida Péter      |
| Williamson nyomozó    | Judd Lormand      | Jánosi Ferenc   |
| Geoffrey              | Sammi Rotibi      | Kisfalusi Lehel |
| Buford                | Rob Mello         |                 |
| Guillermo Gomez       | Al Vicente        |                 |

## Megjelenés
A film megjelenési dátumát 2014 decemberében jelentették be. Az Amerikai Egyesült Államokban 2015. március 6-án mutatták be a mozikban, majd 2015. április 7-én jelent meg DVD-n. Magyarországon kizárólag DVD-n jelent meg szinkronizálva, 2018 júniusában.